# Stone Street Historic District
Het Stone Street Historic District is een gebied ten westen van Stone Street in de plaats New Hamburg, New York, Verenigde Staten. De wijk is erkend als een historisch gebied en werd in 1987 toegevoegd aan de National Register of Historic Places.